# Destiny Chukunyere
Destiny Chukunyere (Birkirkara, Malta, 29 de agosto de 2002) es una cantante maltesa-nigeriana. Fue la ganadora del Festival de la Canción de Eurovisión Junior 2015, tras interpretar la canción "Not My Soul" que obtuvo un total de 185 puntos.

## Biografía
Nacida en la ciudad maltesa de Birkirkara el día 29 de agosto del año 2002. Es hija del futbolista nigeriano, Ndubisi Chukunyere y su madre es originaria de Malta. A la edad de nueve años tras descubrir su pasión musical cuya influencia proviene de Beyoncé y Aretha Franklin, comenzó a cantar y a asistir a clases de canto y piano, cuya profesora musical es Maria Abdila. 
Desde entonces ha participado en diversos concursos de talentos, entre los que destacan el "Festival Kanzunetta Indipendenza" con el tema "Festa T'Ilwien" (celebrado el Día de la Independencia de Malta) y consiguió ganar el "Asterisks Festival" de la República de Macedonia (hoy, Macedonia del Norte), el concurso Cantante del Año (organizado por Erseb Productions) y el Festival de la Canción de San Remo Junior de Italia, donde a su vez fue finalista del concurso televisivo "Next Generation", con el cual tuvo la oportunidad de cantar en un gran concierto en la ciudad de Verona. También ha aparecido en numerosos programas de televisión como en "Xarabank", que actuó junto a las jóvenes cantantes Gaia Cauchi, Federica Falzon, Veronica Rotin y el grupo Ekklesia Sisters.
El día 11 de julio de 2015, participó con la canción "Think" de Aretha Franklin, en la final nacional maltesa celebrada en el Centro de Conferencias del Mediterráneo de La Valeta, en el cual entre los 19 participantes fue seleccionada por la compañía pública de radiodifusión PBS Malta como representante de Malta en el Festival de la Canción de Eurovisión Junior 2015, que se celebró el 21 de noviembre en el pabellón deportivo Arena Armeets de la ciudad de Sofía, Bulgaria.
En el festival eurovisivo participó con la canción "Not My Soul" (en español: "No Mi Alma"), compuesta por Elton Zarb y escrita por el músico Muxu. Y finalmente tras obtener un total de 185 puntos consiguió ganar el Festival de Eurovisión Junior 2015, dándole la victoria a Malta por segunda vez después de 2013 con Gaia Cauchi.
Tras su representación y victoria en Eurovisión Junior 2015, el día 13 de diciembre la actual Presidenta Marie-Louise Coleiro Preca, le otorgó la Medalla al Servicio de la República de Malta
En 2017, participó en Britain's Got Talent, donde quedó en sexta posición. Dos años después, fue corista de "Chameleon", la canción que defendió Michela Pace en Tel Aviv como representante de Malta en Eurovisión 2019.
El 8 de febrero de 2020 se supo que iba a ser la representante de Malta en Eurovisión 2020, celebrado en Róterdam (Países Bajos), tras ganar X Factor Malta. Un mes después, fue publicada "All Of My Love", la canción que defendería en el certamen europeo. Sin embargo, el festival fue cancelado debido a la pandemia de COVID-19. Por ello, la televisión pública maltesa le dio la oportunidad de representar al país en Eurovisión 2021, esta vez con el tema Je Me Casse. En el festival, logró clasificarse para la final, ganando la semifinal en la que participaba, y, finalmente, consiguió finalizar en séptima posición con 255 puntos.

## Discografía

### Singles
- (2015) "Not My Soul"
- (2020) "All Of My Love"
- (2021) "Je Me Casse"

## Títulos y condecoraciones
| Distinción                                   | Período                 | Lugar              |
| Medalla al Servicio de la República de Malta | 13 de diciembre de 2015 | República de Malta |